# Sergueï Iouchenkov
 (mars 2023).
La mise en forme du texte ne suit pas les recommandations de Wikipédia : il faut le « wikifier ».
Les points d'amélioration suivants sont les cas les plus fréquents. Le détail des points à revoir est peut-être précisé sur la page de discussion.
- Les titres sont pré-formatés par le logiciel. Ils ne sont ni en capitales, ni en gras.
- Le texte ne doit pas être écrit en capitales (les noms de famille non plus), ni en gras, ni en italique, ni en « petit »…
- Le gras n'est utilisé que pour surligner le titre de l'article dans l'introduction, une seule fois.
- L'italique est rarement utilisé : mots en langue étrangère, titres d'œuvres, noms de bateaux, etc.
- Les citations ne sont pas en italique mais en corps de texte normal. Elles sont entourées par des guillemets français : « et ».
- Les listes à puces sont à éviter, des paragraphes rédigés étant largement préférés. Les tableaux sont à réserver à la présentation de données structurées (résultats, etc.).
- Les appels de note de bas de page (petits chiffres en exposant, introduits par l'outil «  Source ») sont à placer entre la fin de phrase et le point final[comme ça].
- Les liens internes (vers d'autres articles de Wikipédia) sont à choisir avec parcimonie. Créez des liens vers des articles approfondissant le sujet. Les termes génériques sans rapport avec le sujet sont à éviter, ainsi que les répétitions de liens vers un même terme.
- Les liens externes sont à placer uniquement dans une section « Liens externes », à la fin de l'article. Ces liens sont à choisir avec parcimonie suivant les règles définies. Si un lien sert de source à l'article, son insertion dans le texte est à faire par les notes de bas de page.
- La présentation des références doit suivre les conventions bibliographiques. Il est recommandé d'utiliser les modèles {{Ouvrage}}, {{Chapitre}}, {{Article}}, {{Lien web}} et/ou {{Bibliographie}}. Le mode d'édition visuel peut mettre en forme automatiquement les références.
- Insérer une infobox (cadre d'informations à droite) n'est pas obligatoire pour parachever la mise en page.

Pour une aide détaillée, merci de consulter Aide:Wikification.
Si vous pensez que ces points ont été résolus, vous pouvez retirer ce bandeau et améliorer la mise en forme d'un autre article.
Sergueï Nikolaïevitch Iouchenkov, en russe : Серге́й Никола́евич Юшенко́в, né le 27 juin 1950 et mort le 17 avril 2003, est un homme politique libéral russe. Il est assassiné quelques heures seulement après avoir enregistré son parti politique pour participer aux élections législatives russes de 2003.

## Carrière politique
Sergueï Iouchenkov est élu membre de tous les parlements russes de 1989 à 2003. Lors de la tentative de coup d'État soviétique de 1991, il organise la « chaîne humaine » des civils venus protéger leur Parlement à Moscou, et il négocie avec succès avec les militaires envoyés à l'assaut du bâtiment.
En tant que personne ayant une formation militaire, il est le plus fervent partisan de la réforme de l'armée russe et il fait campagne sans relâche pour abolir la conscription, réduire la taille de l'armée et protéger tous les droits du personnel militaire qui souffrait d'abus et de dedovshchina. Il est un éminent critique des première et seconde guerre de Tchétchénie. Il fait valoir que l'armée russe opère illégalement en Tchétchénie (une partie de la Russie).
Son parti politique, Russie libérale, est officiellement formé le 22 octobre 2002. Les autres cofondateurs de ce parti avant son enregistrement sont Vladimir Golovlyov, Viktor Pokhmelkin et l'homme d'affaires controversé Boris Berezovsky. Vladimir Golovlyov est assassiné le 21 août 2002, ses assassins n'ont jamais été retrouvés, et Boris Berezovsky est expulsé, vraisemblablement à la demande des autorités de l'État qui ont refusé d'enregistrer le parti, et peut-être en raison de tensions entre les organisateurs initiaux du parti.

## Enquête sur les attentats à la bombe contre des appartements russes
Sergueï Iouchenkov est vice-président de la commission Sergueï Kovalev formée pour enquêter sur les attentats à la bombe contre les appartements russes, et ses opinions selon lesquelles le Service fédéral de sécurité russe (FSB) avait orchestré les attentats pour générer un soutien public à la guerre tchétchène étaient similaires à celles du journaliste David Satter, chercheur à l'Université Johns-Hopkins et à l'Hoover Institution. Lors de sa visite aux États-Unis en avril 2002, Sergueï Iouchenkov décrit un ordre secret émis par Boris Eltsine pour lancer la deuxième guerre tchétchène, selon Alexander Goldfarb. L'ordre est émis en réponse à une demande de 24 gouverneurs russes qu'Eltsine, alors très impopulaire, devrait transférer tous les pouvoirs de l'État au Premier ministre Vladimir Poutine. L'ordre d'Eltsine est daté du 23 septembre 1999, le jour même où des agents du FSB ont été pris en flagrant délit alors qu'ils posaient une bombe dans un complexe d'appartements de la ville de Riazan, après quoi la séquence d'attentats à la bombe dans plusieurs villes russes s'est soudainement arrêtée. Le lendemain, Vladimir Poutine lance la campagne militaire en Tchétchénie. Selon Iouchenkov, la montée au pouvoir de Poutine représente un coup d'État réussi organisé par le FSB.
Le 5 mars 2002, Sergueï Iouchenkov s'envole pour la première du film documentaire Assassinat de la Russie à Londres. Le film décrit les attentats à la bombe contre des appartements russes comme un acte de terrorisme commis par les services de sécurité de l'État russe. Il annonce que son parti Russie libérale allait distribuer des copies du film dans tout le pays pour démontrer « comment les services secrets ont trompé les citoyens russes ». Bien que certaines copies aient été confisquées par les douanes russes, des dizaines de milliers d'exemplaires du film ont été passés en contrebande et distribués en Russie.

## Enquête sur la crise des otages du théâtre de Moscou
Sergueï Iouchenkov enquête également sur l'implication présumée du FSB dans la mise en scène de la crise des otages du théâtre de Moscou par l'intermédiaire de son agent provocateur Khanpash Terkibaev, le seul preneur d'otages qui a quitté le théâtre en vie et aurait guidé les terroristes vers le théâtre. Au début du mois d'avril 2003, l'ancien agent du FSB Alexandre Litvinenko communique des informations sur Terkibaev (le dossier Terkibaev) à Sergei Yushenkov lors d'une visite à Londres. Iouchenkov a transmis ce dossier à Anna Politkovskaïa. Quelques jours plus tard, Sergueï Iouchenkov est assassiné. Terkibaev est tué plus tard dans un accident de voiture en Tchétchénie. Alors qu'elle s'envole vers le sud en septembre 2004 pour aider à négocier avec ceux qui avaient pris plus d'un millier d'otages dans une école de Beslan en Ossétie du Nord, Politkovskaïa tombe violemment malade et perd connaissance après avoir bu du thé. Elle aurait été empoisonnée, certains accusant l'ancienne installation antipoison de la police secrète soviétique,.

## Assassinat
Sergueï Iouchenkov est abattu près de son domicile à Moscou le 17 avril 2003, quelques heures seulement après avoir finalement obtenu les inscriptions nécessaires pour que son parti libéral puisse participer aux élections législatives de décembre 2003 dans 55 régions. Sa dernière déclaration publique connue est « L'inscription est terminée ». Mikhail Trepashkin pensait que Iouchenkov avait été assassiné parce qu'il était le chef d'un parti d'opposition qui contestait ouvertement le pouvoir du FSB et des autorités russes. De plus, Iouchenkov a promis aux électeurs une enquête indépendante sur les attentats à la bombe contre les appartements russes comme un enjeu clé de sa campagne électorale (une interview de Trepashkin peut être vue dans le documentaire « Disbelief » du réalisateur Andrei Nekrasov,.
Juste avant sa mort, Sergueï Iouchenkov a reçu des menaces d'un général de haut rang du FSB, Aleksander Mikhailov, selon Grigory Pasko.

### Enquête
Quatre personnes sont condamnées lors d'un procès controversé pour le meurtre de Sergei Iouchenkov et purgent actuellement des peines de prison. Le plus éminent d'entre eux est Mikhail Kodanev, ancien coprésident du parti Russie libérale organisé par Iouchenkov lui-même. Au cours du procès, Mikhail Kodanev a vigoureusement affirmé son innocence. Il a ensuite tenté de se suicider et a été placé dans la prison spéciale de Lefortovo du FSB. Selon l'avocat Henry Reznick, Kodanev a été condamné uniquement sur la base du faux témoignage d'un autre suspect condamné (Alexander Vinnik) qui a fait une série de déclarations contradictoires, y compris des affirmations selon lesquelles Iouchenkov a été tué par le gouvernement.
Les critiques ont également insisté sur le fait que les meurtres politiques de deux présidents du parti libéral russe auraient dû être considérés comme une même affaire devant le tribunal, ce qui indiquerait clairement que certains des suspects ont été accusés à tort. Certains observateurs ont noté que Kodanev était relativement inconnu dans la politique russe jusqu'à ce qu'il soit nommé au parti de Iouchenkov par Boris Berezovsky, apparemment pour se moquer de Vladimir Poutine (Kodanev était surnommé "Poutine" parce qu'il ressemblait beaucoup au président). Certains médias russes ont affirmé que c'était Boris Berezovsky qui avait organisé le meurtre de Sergueï Iouchenkov par l'intermédiaire de son agent Mikhail Kodanev.
L'ancien officier du FSB Alexandre Litvinenko a suggéré que Sergueï Iouchenkov avait été tué parce qu'il savait que le FSB avait organisé la crise des otages du théâtre de Moscou, conformément à un rapport précédent de la journaliste Anna Politkovskaïa.